# 斑臭鼬屬
斑臭鼬屬（學名Spilogale），臭鼬科的一屬，包括三到四種，分佈於北美洲的美國、加拿大、墨西哥，與臭鼬相似，但身上的條紋呈斑點狀。